# Cratere Grace (Luna)
Grace è un cratere lunare di 1,49 km situato nella parte nord-orientale della faccia visibile della Luna.
Il cratere, appartenente alla serie dedicata agli antroponimi, riprende un tipico nome femminile inglese.